# Spic
Spicul este o inflorescență neramificată cu flori sau semințe apropiate de tulpina principală. Astfel de inflorescențe se pot întâlni la cereale (Rhachis spicae) și în general la graminee.